# Museum Gust De Smet

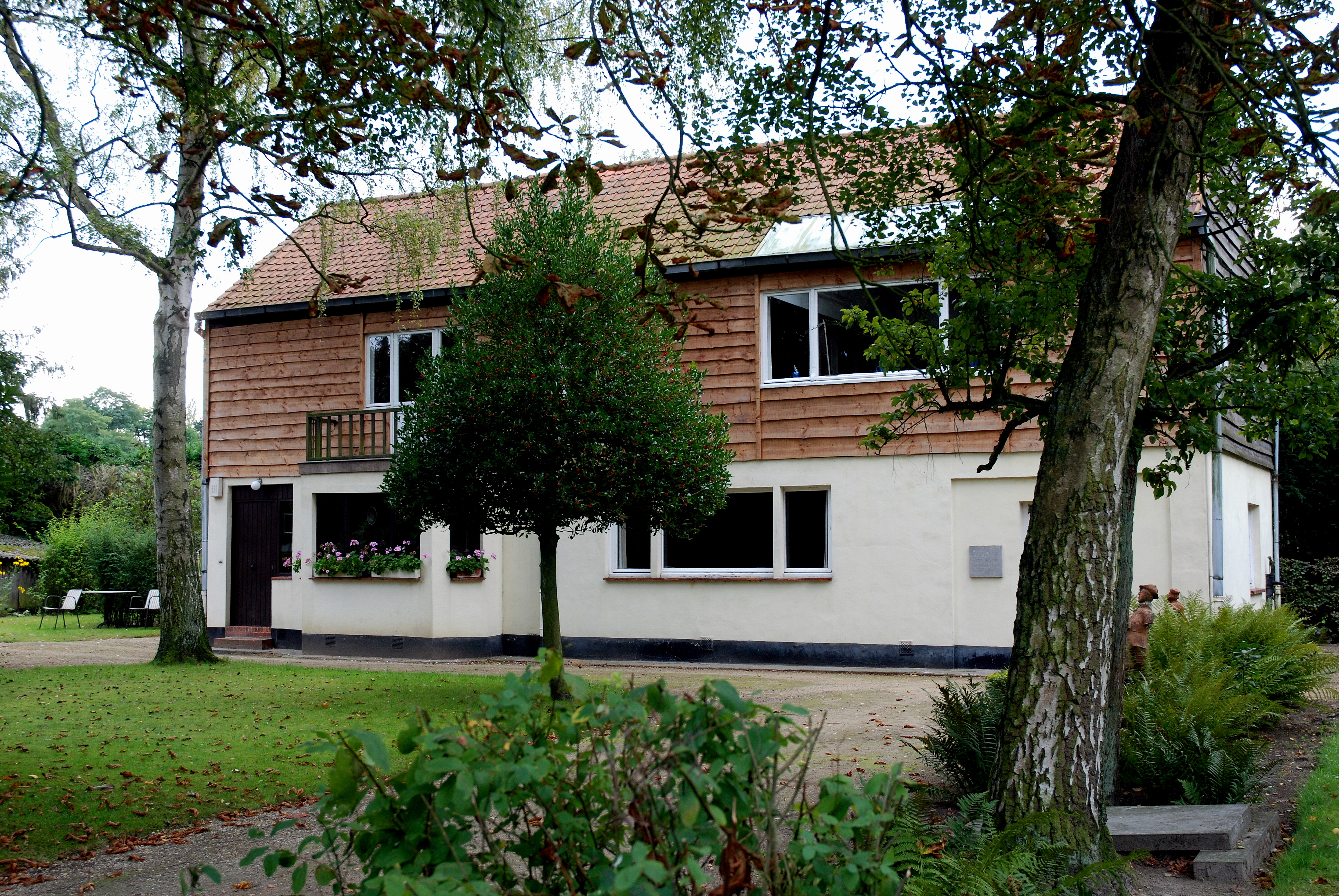
Voormalig huis van de kunstenaar in Deurle, nu zijn museum

Het Museum Gust De Smet is een museum in de Oost-Vlaamse deelgemeente Deurle. Het is gewijd aan het leven en werk van de kunstschilder Gustaaf De Smet en was een tijdlang het woonhuis van de schilder.
Het museum geeft een duidelijk beeld van de leefomgeving met het atelier op de eerste verdieping. In het atelier zijn een aantal doeken van hem tentoongesteld. Verder zijn er archiefdocumenten, de persoonlijke bibliotheek en gebruiksvoorwerpen te zien die een licht werpen op het leven van De Smet. Verder is de ontvangstkamer op het gelijkvloers open voor bezoekers en de slaapkamer op de eerste verdieping.
Om de tand des tijds een beetje bij te vijlen heeft de gemeente geopteerd om het museum te restaureren onder leiding van architect Maarten Dobbelaere. De restauratie heeft plaatsgevonden in 2015-2016 en het museum is opnieuw geopend op 15 oktober 2016. Het gebouw heeft opnieuw de uitstraling van weleer. Je stapt als het ware binnen in het leven van Gustaaf en Gusta De Smet.

## Galerij

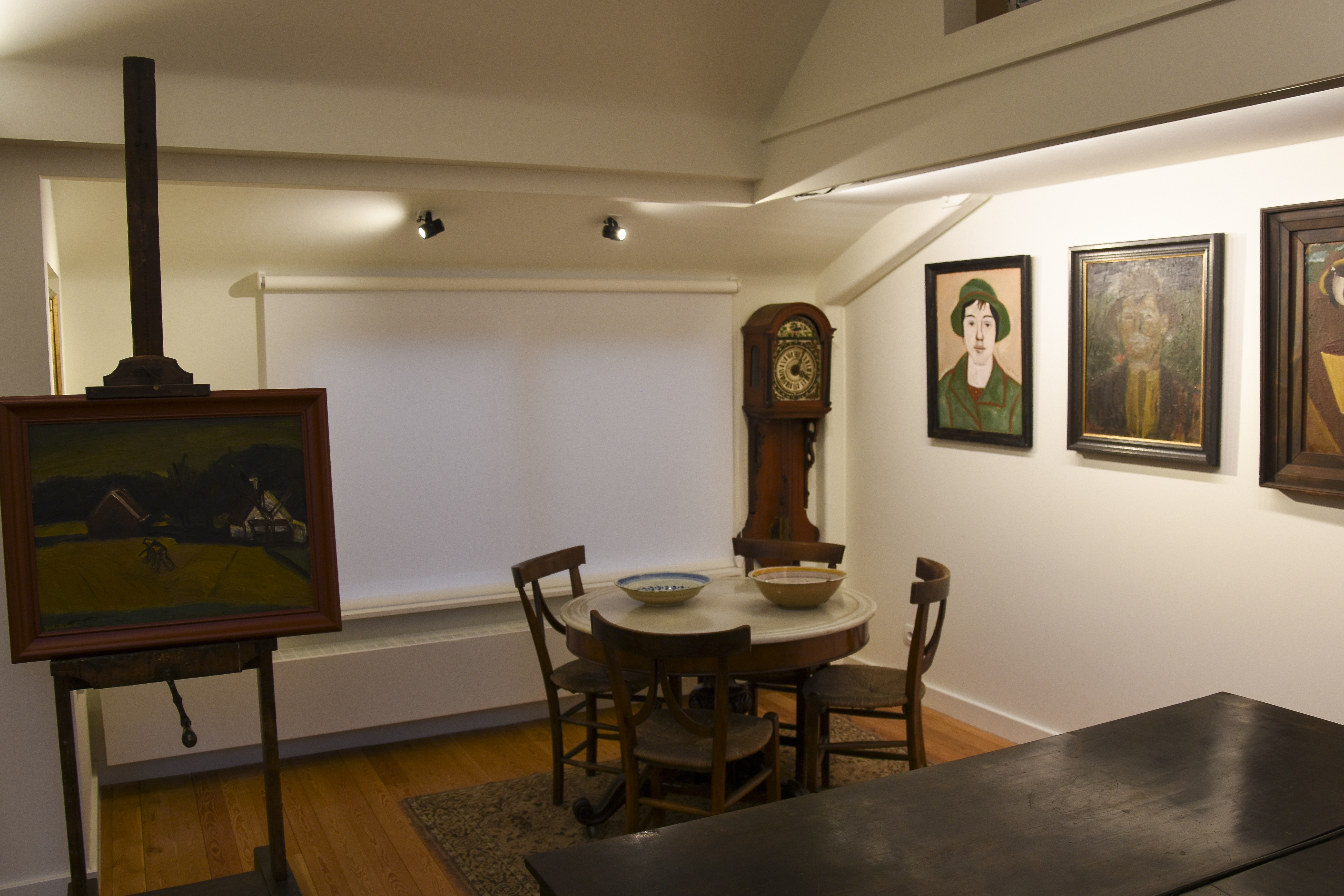
Het atelier
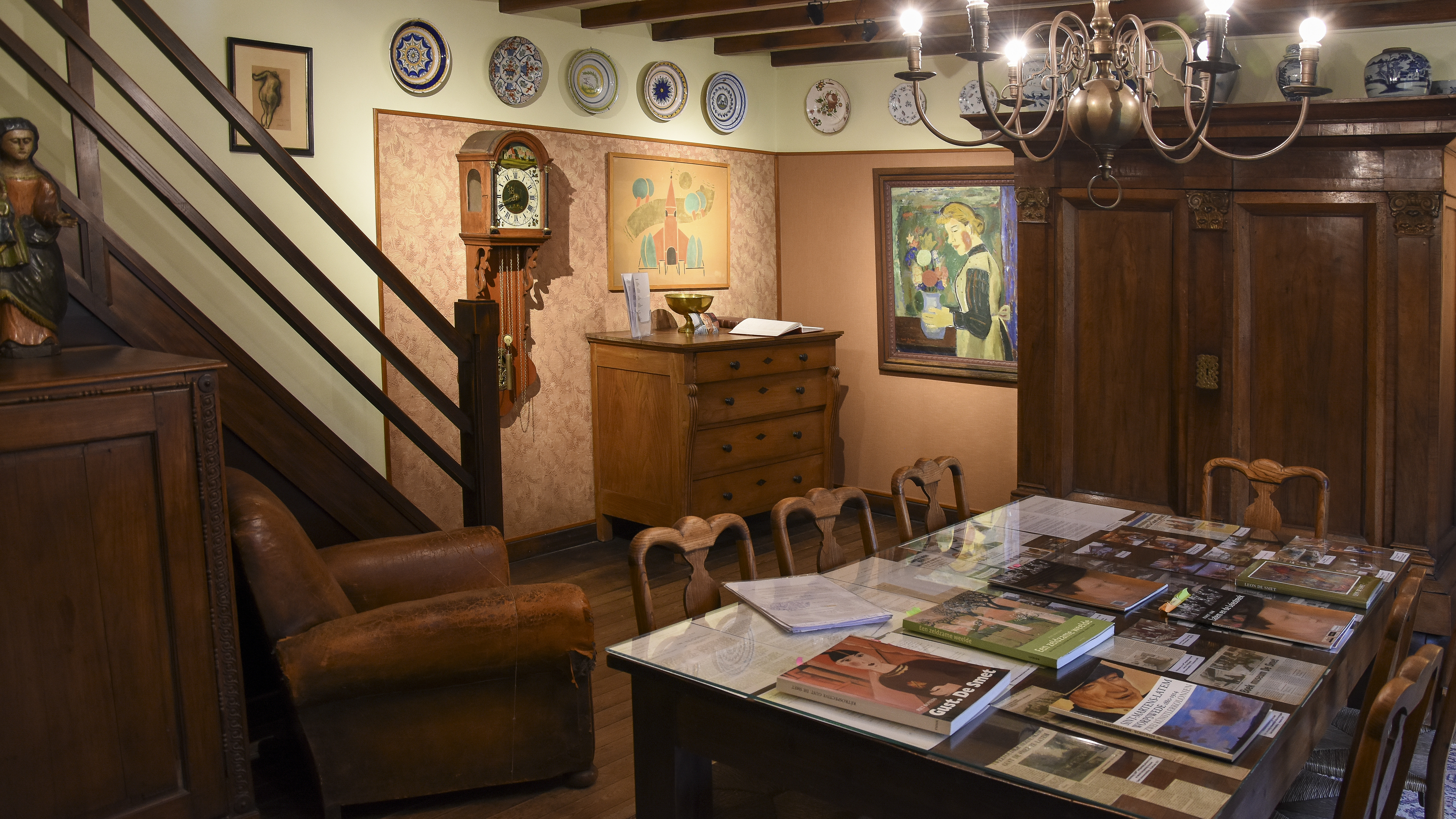
De ontvangstkamer
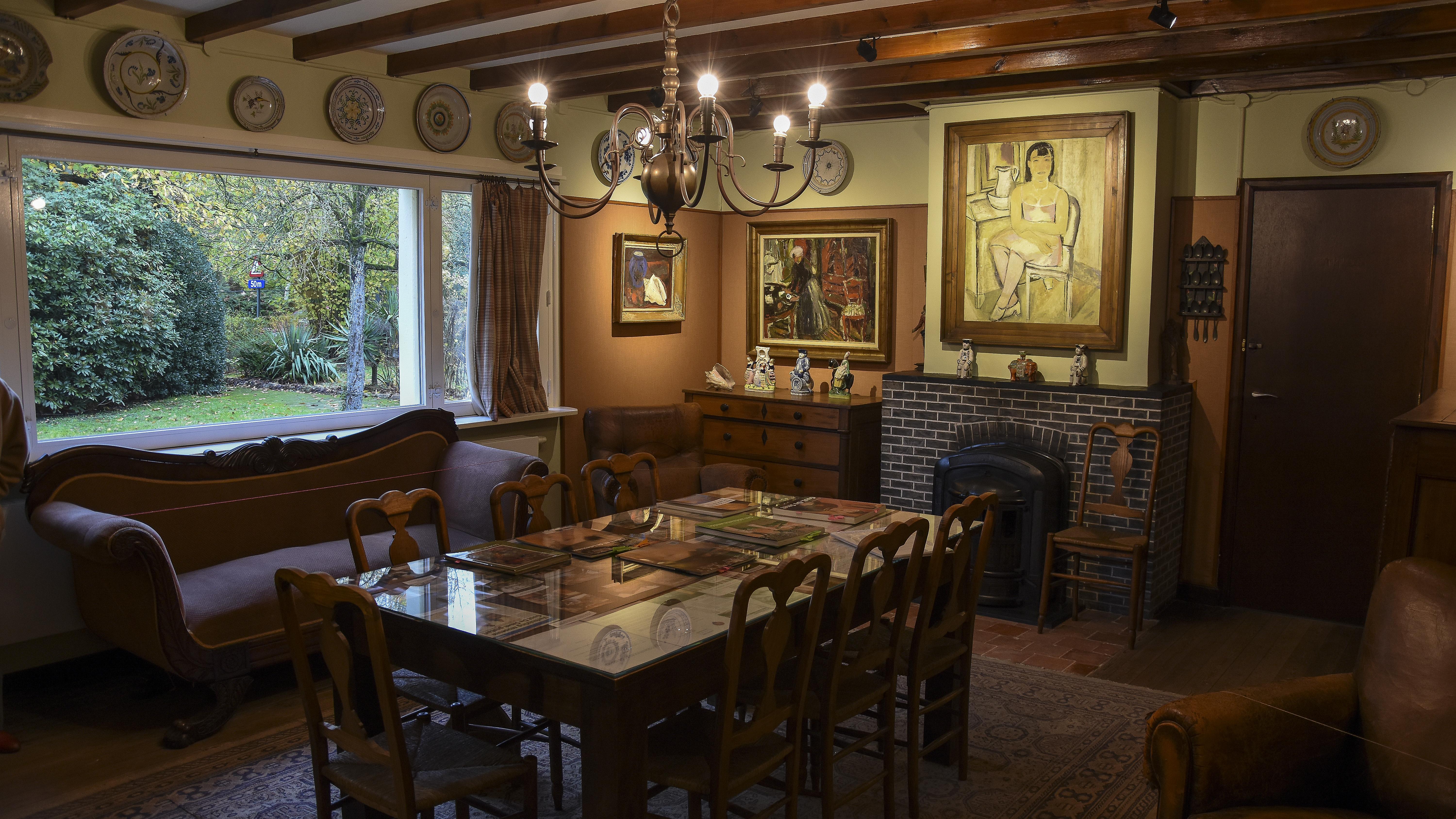
De ontvangstkamer